# Élections constituantes de 1946 dans l'Aveyron
Les élections constituantes françaises de 1946 se tiennent le 2 juin. Ce sont les deuxièmes élections constituantes, après le rejet du Projet de Constitution française du 19 avril 1946 lors du référendum du 5 mai.

## Mode de scrutin
L'assemblée constituante est composée de 586 sièges pourvus au scrutin proportionnel plurinominal suivant la règle de la plus forte moyenne dans chaque département, sans panachage ni vote préférentiel.
Dans le département de l'Aveyron, quatre députés sont à élire.

## Élus
| Député sortant | Parti | Parti | Député élu ou réélu | Parti | Parti |
| -------------- | ----- | ----- | ------------------- | ----- | ----- |
| Guy de Boysson |       | PCF   | Guy de Boysson      |       | PCF   |
| Paul Ramadier  |       | SFIO  | Paul Ramadier       |       | SFIO  |
| Jean Solinhac  |       | MRP   | Jean Solinhac       |       | MRP   |
| Joseph Bastide |       | PRL   | Raymond Bonnefous   |       | PRL   |

## Résultats

### Résultats à l'échelle du département
| Parti    | Parti                                          | Tête de liste     | Résultats | Résultats | Sièges |  |
| Parti    | Parti                                          | Tête de liste     | Voix      | %         |        |  |
| -------- | ---------------------------------------------- | ----------------- | --------- | --------- | ------ |  |
|          | Parti républicain de la liberté                | Raymond Bonnefous | 51 015    | 31,36     | 1      |  |
|          | Mouvement républicain populaire                | Jean Solinhac     | 39 747    | 24,44     | 1      |  |
|          | Parti communiste français                      | Guy de Boysson    | 30 147    | 18,53     | 1      |  |
|          | Section française de l'Internationale ouvrière | Paul Ramadier     | 28 689    | 17,64     | 1      |  |
|          | Rassemblement des gauches républicaines        | Marius Bouscayrol | 13 062    | 8,03      | -      |  |
|          |                                                |                   |           |           |        |  |
| Inscrits | Inscrits                                       | Inscrits          | 202 855   | 100,00    | 4      |  |
| Votants  | Votants                                        | Votants           | 165 916   | 81,79     |        |  |
| Exprimés | Exprimés                                       | Exprimés          | 162 660   | 98,04     |        |  |